# Póster de Farrah Fawcett con traje de baño rojo
El póster de Farrah Fawcett con traje de baño rojo muestra una fotografía de la modelo y actriz estadounidense Farrah Fawcett tomada por el fotógrafo estadounidense Bruce McBroom en 1976. Fue un encargo de la compañía de carteles Pro Arts, que lo publicó como póster pin-up ese mismo año. Con más de doce millones de copias vendidas, se considera el póster más vendido hasta la fecha en Estados Unidos y se dice que es un icono moderno y un símbolo de finales de la década de 1970.

## Descripción
La fotografía muestra a Farrah Fawcett con un sencillo traje de baño rojo de una pieza frente a una manta a rayas como único fondo. El color del traje de baño a veces se describe como naranja rojizo. Fawcett, que ocupa la mayor parte de la imagen, se sienta con el cuerpo mirando hacia la derecha, ligeramente girada hacia el espectador. Su pierna izquierda está doblada, su pierna derecha está estirada. Con la mano izquierda se agarra el pelo, la parte superior del brazo descansa sobre la rodilla. Su brazo derecho está ligeramente estirado hacia atrás. La imagen está recortada para que la mano derecha y la pierna derecha de Fawcett no sean visibles. Su cabeza está inclinada hacia atrás, de cara al espectador con una amplia sonrisa presentando dos filas de dientes muy blancos. Su exuberante melena es ondulada y rubio oscuro. El ceñido ajuste del traje de baño elástico perfila sus pezones en la tela.

## Creación y publicación

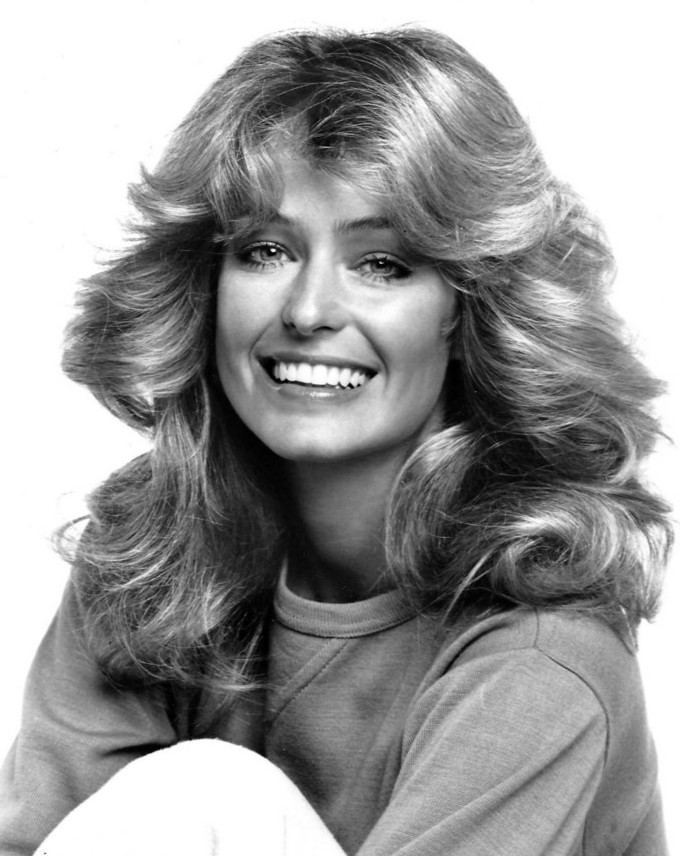
Farrah Fawcett en 1977.

La fotografía fue creada en el verano de 1976 como un trabajo encargado para la compañía de carteles Pro Arts. Ted Trikilis dirigía el negocio con su hermano y su tío. Según él, un amigo le llamó la atención sobre Fawcett en abril de 1976. Ella aún era desconocida y hacía anuncios comerciales de champú para el cabello. El amigo y los compañeros de estudios la consideraban la mujer más bella de la televisión estadounidense. Como no había carteles de ella, recortaron anuncios de champú de los periódicos para colgarlos en las paredes.
Pro Arts llegó a un acuerdo con Fawcett, dándole el control sobre la selección de las fotos. Después de no estar satisfecha con el trabajo de dos fotógrafos, sugirió a Bruce McBroom, con quien había trabajado antes. La fotografía fue tomada en el inmueble de Fawcett en Los Ángeles, donde vivía con su pareja Lee Majors. El bañador, una creación de la diseñadora Norma Kamali, era suyo, y ella también se peinaba. La manta a rayas en el fondo de la foto pertenecía a McBroom, quien la usaba como cubierta para los asientos de su auto. McBroom tomó varias fotos ese día, y Fawcett eligió dos, incluida la que luego se publicó como póster.
El cartel se lanzó en 1976. Ese mismo año, Fawcett se hizo popular gracias a su papel en la serie de televisión Los ángeles de Charlie. El cartel se convirtió en un gran éxito, vendiendo seis millones de copias el primer año. Con más de doce millones de copias vendidas, se considera el póster más vendido hasta la fecha.

## Análisis
En 2003, el científico de la comunicación Chadwick Roberts publicó un ensayo sobre el cartel de Fawcett y su importancia para el desarrollo social en Estados Unidos. Notó un cambio en el ideal de belleza femenina. En comparación con las fotografías pin-up de la década de 1940, las caderas de Fawcett eran más estrechas y sus pechos más pequeños. Si bien las modelos de la década de 1940 tenían narices respingonas, su nariz era larga, delgada y prominente. En comparación con Mae West y Marilyn Monroe, por ejemplo, Fawcett mostró una forma más moderada de ser sexy. El abundante cabello suelto de Fawcett contrastaba con el estilo andrógino de finales de los sesenta y principios de los setenta. Según Roberts, representaba así un nuevo estilo de la chica totalmente estadounidense; y la presentación de sus pezones y la parte interna de su muslo, que se evitaría en la década de 1940, indica un cambio hacia una moralidad más relajada en los Estados Unidos.
Roberts también notó una diferencia entre Fawcett y Monroe en la forma en que se crearon sus imágenes de estrellas. Mientras que las de Monroe fueron hechas por hombres, Fawcett tenía el control de su imagen.

## Legado
El cartel fue utilizado en la película Saturday Night Fever de 1977, colgado en la habitación de Tony Manero junto a una foto de Al Pacino. El cartel también aparece en la película de 1997 Boogie Nights, que se desarrolla en la década de 1970.
En 2011, la empresa de fabricación de juguetes Mattel publicó una muñeca de colección Barbie que recrea el cartel. El mismo año, la familia de Fawcett donó varios objetos de la propiedad de la actriz, fallecida en 2009, al Museo Nacional de Historia Estadounidense del Instituto Smithsoniano. Entre ellos se encontraba una copia del cartel, el traje de baño y un rompecabezas con la foto. Desde entonces, los artículos se han exhibido en la División de Cultura y Artes del museo.
El cartel fue objeto de varios casos judiciales. Pro Arts demandó a Campus Craft Holdings de Alberta, Canadá, que vendió más de 90 000 copias del cartel sin permiso. En 1980, el Tribunal Superior de Justicia de Ontario multó a la empresa con más de 270 000 dólares canadienses. Campus Craft Holdings apeló esta sentencia, pero retiró la apelación después de pagar una cantidad inferior a la sentencia. Pro Arts perdió una demanda contra Hustler. La revista erótica había publicado un anuncio que mostraba el cartel de Fawcett de fondo. La Corte de Apelaciones del Sexto Circuito de los Estados Unidos decidió que este uso era un uso justo, ya que el tamaño del cartel era pequeño en total y en comparación con el tamaño del anuncio. Además, dijo que el anuncio no tuvo ningún efecto negativo en el mercado ni en el valor del cartel.